# Anthericaceae
Anthericaceae  is een botanische naam, voor een familie van eenzaadlobbige planten. Een familie onder deze naam wordt de laatste decennia door enkele systemen van plantentaxonomie erkend, waaronder het APG-systeem (1998), dat de familie indeelt in de orde Asparagales.
Echter niet door het APG II-systeem (2003): aldaar worden de betreffende planten ingedeeld in de Agavefamilie (Agavaceae) of de Aspergefamilie (Asparagaceae).